# Parc national Bernardo O'Higgins

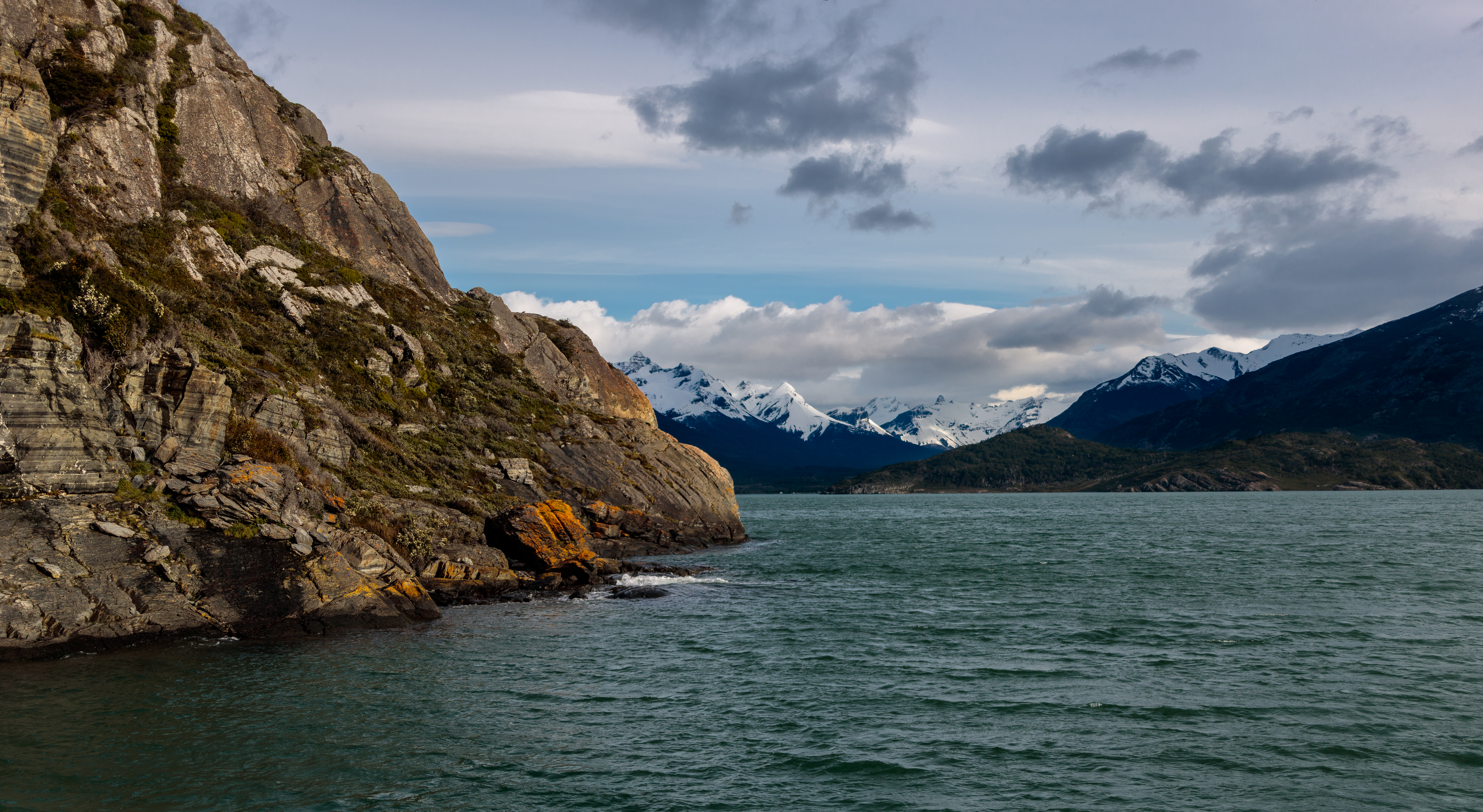
Dans le parc national Bernardo O'Higgins, vers le glacier de Balmaceda. Octobre 2017.

Le  parc national Bernardo O'Higgins est un parc national situé dans la XIIe région de Magallanes et de l'Antarctique chilien et dans la XIe région Aisén del General Carlos Ibáñez del Campo au sud du Chili. Il a été créé le 22 juillet 1969 et nommé en l'honneur de Bernardo O'Higgins (1778-1842), officier militaire chilien.
Avec une superficie de 35 259,01 km2, il s'agit du parc national chilien le plus étendu.

## Histoire
Les premiers habitants de la région sont les membres du peuple Alacaluf.
En 1830, le capitaine de la Royal Navy Phillip Parker King, commandant du HMS Beagle visite le fjord Eyre.
En juin 2007, les autorités du parc annoncent qu'entre mars et mai 2007, toute l'eau d'un lac glaciaire situé à l'intérieur du parc avait disparu, laissant derrière elle un cratère de 30 mètres de profondeur. Seuls les blocs de glace, qui flottaient auparavant à la surface du lac, se trouvaient encore sur le plancher du cratère. En juillet 2007, des scientifiques dressent comme conclusion préliminaire que la disparition de l'eau était le résultat du réchauffement climatique.

## Géographie
Le parc est situé entre 48° et 51° 38' de latitude sud (entre le canal Baker (en) et la partie septentrionale du fjord des Montagnes. La région centre-est du parc fait l'objet d'un conflit de souveraineté entre l'Argentine et le Chili. Le point culminant du parc est le volcan Lautaro (3 607 m). Parmi les autres sommets notables figurent le mont Fitz Roy (également connu sous le nom de Cerro Chaltén), le Cerro Torre et le Cerro Riso Patrón. L'altitude est moins élevée dans la partie méridionale du parc, mais les paysages y sont tout aussi spectaculaires. Le point culminant de cette zone est le Monte Balmaceda (en) (2 035 m), à proximité duquel se trouvent les glaciers Balmaceda et Serrano.
Il n'existe a pas de grands fleuves sur les côtes du parc, mais de nombreux fjords étroits pénètrent profondément dans les montagnes et drainent les eaux provenant des sommets enneigés, balayés en permanence par des vents violents.

## Géologie

### Glaciers

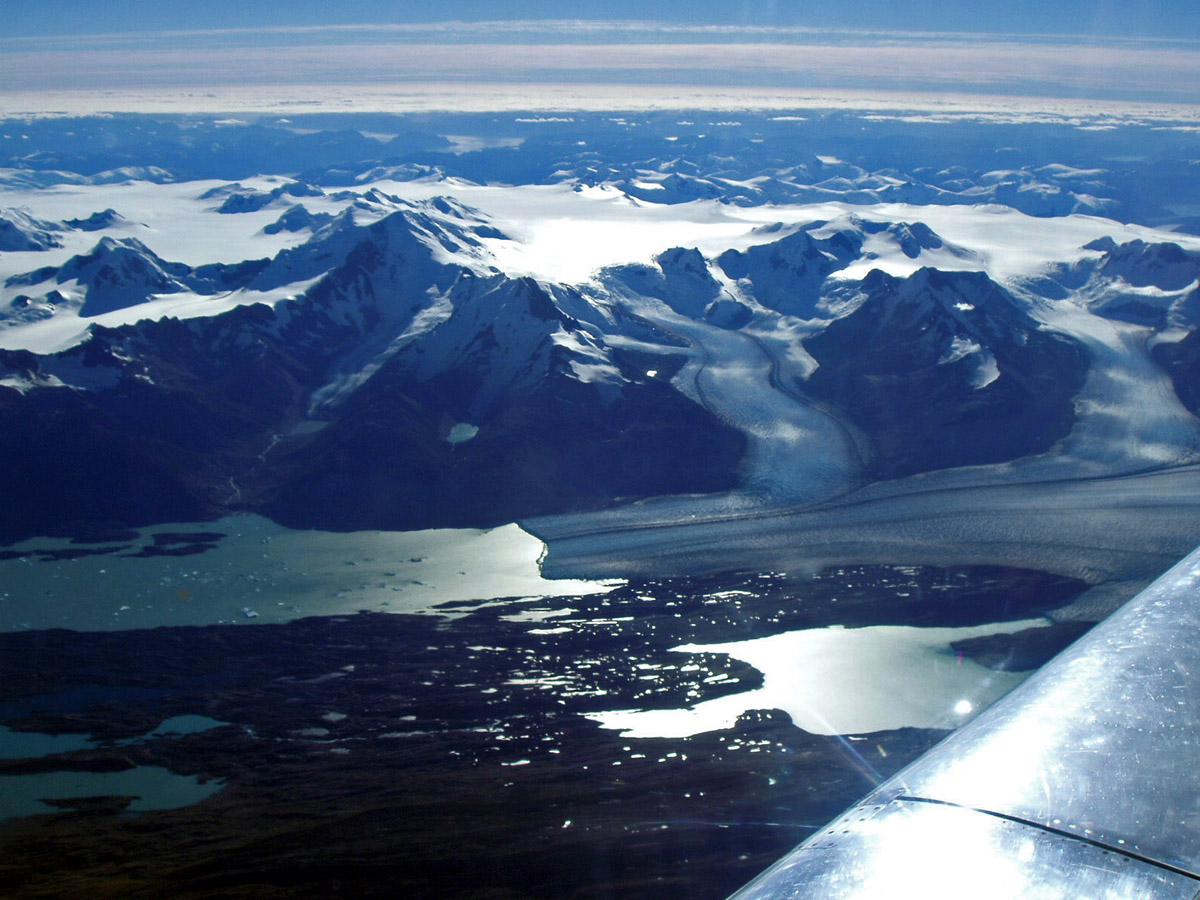
Vue aérienne du glacier Upsala

Le parc abrite une grande portion du champ de glace Sud de Patagonie. L'une de ses principales attractions est le Glacier Pío XI, dont d'immenses blocs de glace se détachent périodiquement. Le glacier Pío XI est le plus grand glacier de l'hémisphère sud (si l'on met à part l'Antarctique), il couvre une superficie de 1 265 km2 et il a progressé au cours des 50 dernières années de plus de 10 km ; l'une de ses langues de glace mesure environ 6 km. La glace du glacier mesure environ 75 m de haut (soit l'équivalent d'un immeuble de 30 étages) et les blocs de glace qui s'en détachent peuvent générer des vagues dépassant les 10 m de haut, suffisante pour secouer y compris les navires les plus gros. Parmi les glaciers plus petits présents dans le parc, il est possible de citer les glaciers Chico, O'Higgins, Jorge Montt (en), Bernardo (en), Témpano, Occidental, Greve, Penguin et Amalia.

## Biologie
Le territoire du parc est compris à l'intérieur de l'écorégion terrestre Forêts magellaniques subpolaires.
Les forêts sont composées majoritairement des espèces d'arbres suivantes : Nothofagus betuloides, Nothofagus pumilio, Nothofagus antarctica et Drimys winteri.
Le parc est l'un des derniers refuges pour le huemul. D'autres espèces animales peuvent être observées dans le parc, telles que le condor des Andes, la loutre marine et le cormoran.

## Sites naturels internes
Le 27 février 2014, la Corporation nationale des forêts du Chili a créé le Site naturel de la Cordillère du Chaltén par la résolution n° 74, qui couvre le versant chilien du Mont Fitz Roy et la cordillère environnante. Le même décret a également créé le Site naturel du Glacier Pío XI.
| Photo | Nom                                      | Année | Région(s)                              | Province(s)      | Surface (Ha) |
| ----- | ---------------------------------------- | ----- | -------------------------------------- | ---------------- | ------------ |
|       | Site naturel de la Cordillère du Chaltén | 2014  | Magallanes et de l'Antarctique chilien | Última Esperanza | 768          |
|       | Site naturel du Glacier Pío XI           | 2014  | Magallanes et de l'Antarctique chilien | Última Esperanza |              |

## Tourisme
En raison de son relief accidenté et de son éloignement, le tourisme dans le parc peine à se développer. Il n'est accessible que par bateau ou par hélicoptère. Les glaciers située à l'extrémité du seno Última Esperanza et le glacier Pío XI sont les endroits du parc les plus visités. Les principales portes d'entrée dans le parc pour les visiteurs sont Puerto Natales, Villa O'Higgins, Caleta Tortel et Puerto Edén. Le kayak de mer est une activité populaire dans le parc.